# Эвтаназия в Мексике

По состоянию на декабрь 2010 года, Агуаскальентес, Мичоакан и Федеральный округ (Мехико) являются единственными регионами Мексики, где пассивная эвтаназия разрешена законом

Законодательство об эвтаназии в Мексике проводит различие между пассивной и активной эвтаназией. С 7 января 2008 года закон разрешает смертельно больным людям — или ближайшим родственникам, если они находятся в бессознательном состоянии — отказываться от лекарств или дальнейшего медицинского лечения, которое может продлить жизнь (известная как пассивная эвтаназия) в Мехико, в штате Агуаскалиентес (с 6 апреля 2009 года) и, с 1 сентября 2009 года, в штате Мичоакан.
В то время как точная процедура может отличаться, региональные законы, касающиеся прижизненных завещаний, которые обычно называются leyes de Voluntad Anticipada, обычно требуют, чтобы нотариус засвидетельствовал инструкции, оставленные пациентом.
Что касается активной эвтаназии, Партия демократической революции (PRD) и Институционно-революционная партия (PRI) внесли законопроекты о ее декриминализации в Сенат (2007) и Законодательное собрание Федерального округа (2009), но не смогли изменить статью 166 bis 21 Общего закона о здравоохранении, которая по-прежнему определяет эвтаназию как убийство из милосердия. Кроме того, по состоянию на декабрь 2010 года 18 из 31 штата изменили свои конституции под давлением доминирующей католической церкви, чтобы защитить право на жизнь «с момента зачатия до естественной смерти», фактически отбросив любую инициативу, предусматривающую активную эвтаназию в пределах штата.

## Практика
Официальная статистика скудна, но биоэтик Орасио Гарсия Ромеро утверждает, что до 45 % неизлечимо больных пациентов в стране требуют той или иной формы пассивной эвтаназии. В октябре 2010 года министр здравоохранения Мехико объявил, что с момента легализации пассивной эвтаназии 497 пациентов официально оформили этот процесс, включая по меньшей мере 41 жителя других штатов и 2 граждан США.

## Общественное мнение и политическое лоббирование
Согласно опросу Parametría, проведенному в феврале 2008 года, 59 % мексиканцев считают, что врачи должны иметь законное право прекращать жизнь человека, страдающего неизлечимым заболеванием, по просьбе пациента и его родственников, в то время как 35 % с этим не согласны.
Главные противники эвтаназии, активисты антиабортного движения и христианские церкви, в частности, доминирующая Римско-католическая церковь, активно выступают против активной эвтаназии и продвигают различные законопроекты, защищающие право на жизнь «с момента зачатия до естественной смерти». Несмотря на это, региональные законопроекты, поддерживающие пассивную эвтаназию, были одобрены несколькими католическими священнослужителями, включая архиепископов Леона и Морелии.

## Суицидальный туризм
Препарат, известный как жидкий пентобарбитал, используется владельцами для эвтаназии домашних животных. При введении человеку этот препарат может привести к безболезненной смерти менее чем за один час. Такие препараты есть в зоомагазинах по всей Мексике. В результате в Мексику стали слетаться пожилые туристы со всего мира, желающие покончить с собственной жизнью.